# Campeonato Brasileiro de Futebol de 2020 - Série A
A Série A do Campeonato Brasileiro de Futebol de 2020, oficialmente Brasileirão Assaí – Série A 2020 por motivos de patrocínio, foi a 65.ª edição da principal divisão do futebol brasileiro. A disputa teve o mesmo regulamento dos anos anteriores, quando foi implementado o sistema de pontos corridos.
Inicialmente, o torneio se iniciaria em 2 de maio e tinha previsão de término para 6 de dezembro. Contudo, devido a pandemia de COVID-19, houve a paralisação de todos os torneios esportivos, fazendo com que o campeonato ficasse sem uma data definida para sua realização. Em 9 de julho, foi decidido que o campeonato começaria em 8 de agosto, com previsão de encerramento em 25 de fevereiro de 2021, sendo a primeira vez, desde a Copa João Havelange em 2000, que o torneio se encerrou no ano seguinte à sua realização. Por conta da pandemia, todos os 380 jogos do campeonato foram realizados com portões fechados ao público.
Dois clubes chegaram com chance de conquistar o título na última rodada – Flamengo e Internacional – fato que não ocorria desde 2011. O clube do Rio de Janeiro sagrou-se bicampeão consecutivo mesmo com a derrota para o São Paulo (2–1) no Estádio do Morumbi, beneficiado pelo empate sem gols entre Internacional e Corinthians em Porto Alegre, terminando o campeonato com um ponto de vantagem para o vice-campeão. Nesta edição, o próprio Internacional atingiu a maior série de vitórias da história dos pontos corridos com nove triunfos seguidos, superando as marcas de Cruzeiro (2003) e Flamengo (2019), que venceram oito partidas seguidas.
Além do campeão e vice-campeão Flamengo e Internacional, respectivamente, Atlético Mineiro, São Paulo e Fluminense conseguiram a vaga para a fase de grupos da Copa Libertadores da América de 2021, além do Palmeiras por ser campeão da edição de 2020 e da Copa do Brasil. Já Grêmio e Santos, sexto e oitavo colocados respectivamente, se classificaram para a fase preliminar do principal torneio continental.
O Botafogo sofreu o terceiro rebaixamento de sua história, sendo a primeira equipe a cair para a Série B, faltando quatro rodadas para o término da competição, após ser derrotado em confronto direto pelo Sport (1–0), no Rio de Janeiro. Na antepenúltima rodada, o Coritiba teve seu descenso decretado após perder para o Santos (2–0), na Vila Belmiro. O Goiás teve a queda confirmada na penúltima rodada, após empatar sem gols com o Red Bull Bragantino, em Goiânia. O Vasco da Gama completou a lista de rebaixados na última rodada, mesmo vencendo o Goiás em São Januário (3–2), porém sem conseguir superar o Fortaleza no saldo de gols (–10 contra –19), batendo recorde de rebaixamentos entre as equipes do G-12.

## Regulamento
A Série A de 2020 foi disputada por vinte clubes em dois turnos. Em cada turno, todos os times jogaram entre si uma única vez. Os jogos do segundo turno foram realizados na mesma ordem do primeiro, apenas com o mando de campo invertido. Não houve campeões por turnos, sendo declarado campeão brasileiro o time que obtivesse o maior número de pontos após as 38 rodadas. Ao final da competição, os seis primeiros times se classificaram à Copa Libertadores de 2021, os seis clubes subsequentes se classificaram à Copa Sul-Americana de 2021, e os quatro últimos foram rebaixados para a Série B do ano seguinte. O campeão se classifica para a Supercopa do Brasil de 2021.
Introduzido na edição anterior, o árbitro assistente de vídeo ou VAR (do inglês Video Assistant Referee), esteve disponível em todas as 380 partidas do campeonato, tendo seus custos com tecnologia e infraestrutura pagos pela Confederação Brasileira de Futebol.

### Critérios de desempate
Em caso de empate por pontos entre dois clubes, os critérios de desempate foram aplicados na seguinte ordem:
1. Número de vitórias;
2. Saldo de gols;
3. Gols pró (marcados);
4. Confronto direto;
5. Menor número de cartões vermelhos;
6. Menor número de cartões amarelos;
7. Sorteio.

## Participantes
| Equipe               | Cidade            | Estado | Em 2019      | Estádio (mando)                    | Capacidade    | Títulos                                                         |
| -------------------- | ----------------- | ------ | ------------ | ---------------------------------- | ------------- | --------------------------------------------------------------- |
| Athletico Paranaense | Curitiba          | PR     | 5º           | Arena da Baixada                   | 42 370        | 1 (2001)                                                        |
| Atlético Goianiense  | Goiânia           | GO     | 4º (Série B) | Antônio Accioly[ATG] Olímpico[ATG] | 10 501 13 500 | 0 (não possui)                                                  |
| Atlético Mineiro     | Belo Horizonte    | MG     | 13º          | Mineirão                           | 61 846        | 2 (1937, 1971)                                                  |
| Bahia                | Salvador          | BA     | 11º          | Arena Fonte Nova[BAH] Pituaçu[BAH] | 50 025 32 157 | 2 (1959, 1988)                                                  |
| Botafogo             | Rio de Janeiro    | RJ     | 15º          | Nilton Santos                      | 44 661        | 2 (1968, 1995)                                                  |
| Ceará                | Fortaleza         | CE     | 16º          | Arena Castelão                     | 52 552        | 0 (não possui)                                                  |
| Corinthians          | São Paulo         | SP     | 8º           | Neo Química Arena                  | 47 605        | 7 (1990, 1998, 1999, 2005, 2011, 2015, 2017)                    |
| Coritiba             | Curitiba          | PR     | 3º (Série B) | Couto Pereira                      | 40 502        | 1 (1985)                                                        |
| Flamengo             | Rio de Janeiro    | RJ     | 1º           | Maracanã                           | 78 838        | 6 (1980, 1982, 1983, 1992, 2009, 2019)                          |
| Fluminense           | Rio de Janeiro    | RJ     | 14º          | Maracanã                           | 78 838        | 4 (1970, 1984, 2010, 2012)                                      |
| Fortaleza            | Fortaleza         | CE     | 9º           | Arena Castelão                     | 52 552        | 0 (não possui)                                                  |
| Goiás                | Goiânia           | GO     | 10º          | Serrinha                           | 9 900         | 0 (não possui)                                                  |
| Grêmio               | Porto Alegre      | RS     | 4º           | Arena do Grêmio                    | 55 662        | 2 (1981, 1996)                                                  |
| Internacional        | Porto Alegre      | RS     | 7º           | Beira-Rio                          | 50 842        | 3 (1975, 1976, 1979)                                            |
| Palmeiras            | São Paulo         | SP     | 3º           | Allianz Parque                     | 43 713        | 10 (1960, 1967, 1967, 1969, 1972, 1973, 1993, 1994, 2016, 2018) |
| Red Bull Bragantino  | Bragança Paulista | SP     | 1º (Série B) | Nabi Abi Chedid                    | 15 010        | 0 (não possui)                                                  |
| Santos               | Santos            | SP     | 2º           | Vila Belmiro                       | 16 068        | 8 (1961, 1962, 1963, 1964, 1965, 1968, 2002, 2004)              |
| São Paulo            | São Paulo         | SP     | 6º           | Morumbi                            | 72 039        | 6 (1977, 1986, 1991, 2006, 2007, 2008)                          |
| Sport                | Recife            | PE     | 2º (Série B) | Ilha do Retiro                     | 32 983        | 1 (1987)                                                        |
| Vasco da Gama        | Rio de Janeiro    | RJ     | 12º          | São Januário                       | 21 680        | 4 (1974, 1989, 1997, 2000)                                      |

Notas
- ATG. ^  O Atlético Goianiense mandou seus jogos do primeiro turno no Estádio Olímpico e, a partir do segundo turno, no Estádio Antônio Accioly.
- BAH. ^  O Bahia mandou seus jogos do primeiro turno no Estádio de Pituaçu e, a partir do segundo turno, na Arena Fonte Nova.

## Estádios
| Athletico Paranaense | Atlético Goianiense | Atlético Mineiro | Bahia | Botafogo | Ceará              |
| Arena da Baixada | Antônio Accioly | Mineirão | Arena Fonte Nova | Nilton Santos | Arena Castelão     |
| Capacidade: 42 370 | Capacidade: 10 501 | Capacidade: 61 846 | Capacidade: 50 025 | Capacidade: 44 661 | Capacidade: 52 552 |
| | | | | |                    |
| Corinthians | \| Atlético-MG Athletico-PR Atlético-GO Bahia RB Bragantino Ceará Coritiba Fortaleza Goiás Grêmio Internacional Santos Sport Rio de Janeiro São Paulo Rio de Janeiro: Botafogo Flamengo Fluminense Vasco da Gama São Paulo: Corinthians Palmeiras São PauloLocalização das equipes participantes da Série A de 2020. \| | \| Atlético-MG Athletico-PR Atlético-GO Bahia RB Bragantino Ceará Coritiba Fortaleza Goiás Grêmio Internacional Santos Sport Rio de Janeiro São Paulo Rio de Janeiro: Botafogo Flamengo Fluminense Vasco da Gama São Paulo: Corinthians Palmeiras São PauloLocalização das equipes participantes da Série A de 2020. \| | \| Atlético-MG Athletico-PR Atlético-GO Bahia RB Bragantino Ceará Coritiba Fortaleza Goiás Grêmio Internacional Santos Sport Rio de Janeiro São Paulo Rio de Janeiro: Botafogo Flamengo Fluminense Vasco da Gama São Paulo: Corinthians Palmeiras São PauloLocalização das equipes participantes da Série A de 2020. \| | \| Atlético-MG Athletico-PR Atlético-GO Bahia RB Bragantino Ceará Coritiba Fortaleza Goiás Grêmio Internacional Santos Sport Rio de Janeiro São Paulo Rio de Janeiro: Botafogo Flamengo Fluminense Vasco da Gama São Paulo: Corinthians Palmeiras São PauloLocalização das equipes participantes da Série A de 2020. \| | Coritiba           |
| Neo Química Arena | \| Atlético-MG Athletico-PR Atlético-GO Bahia RB Bragantino Ceará Coritiba Fortaleza Goiás Grêmio Internacional Santos Sport Rio de Janeiro São Paulo Rio de Janeiro: Botafogo Flamengo Fluminense Vasco da Gama São Paulo: Corinthians Palmeiras São PauloLocalização das equipes participantes da Série A de 2020. \| | \| Atlético-MG Athletico-PR Atlético-GO Bahia RB Bragantino Ceará Coritiba Fortaleza Goiás Grêmio Internacional Santos Sport Rio de Janeiro São Paulo Rio de Janeiro: Botafogo Flamengo Fluminense Vasco da Gama São Paulo: Corinthians Palmeiras São PauloLocalização das equipes participantes da Série A de 2020. \| | \| Atlético-MG Athletico-PR Atlético-GO Bahia RB Bragantino Ceará Coritiba Fortaleza Goiás Grêmio Internacional Santos Sport Rio de Janeiro São Paulo Rio de Janeiro: Botafogo Flamengo Fluminense Vasco da Gama São Paulo: Corinthians Palmeiras São PauloLocalização das equipes participantes da Série A de 2020. \| | \| Atlético-MG Athletico-PR Atlético-GO Bahia RB Bragantino Ceará Coritiba Fortaleza Goiás Grêmio Internacional Santos Sport Rio de Janeiro São Paulo Rio de Janeiro: Botafogo Flamengo Fluminense Vasco da Gama São Paulo: Corinthians Palmeiras São PauloLocalização das equipes participantes da Série A de 2020. \| | Couto Pereira      |
| Capacidade: 47 605 | \| Atlético-MG Athletico-PR Atlético-GO Bahia RB Bragantino Ceará Coritiba Fortaleza Goiás Grêmio Internacional Santos Sport Rio de Janeiro São Paulo Rio de Janeiro: Botafogo Flamengo Fluminense Vasco da Gama São Paulo: Corinthians Palmeiras São PauloLocalização das equipes participantes da Série A de 2020. \| | \| Atlético-MG Athletico-PR Atlético-GO Bahia RB Bragantino Ceará Coritiba Fortaleza Goiás Grêmio Internacional Santos Sport Rio de Janeiro São Paulo Rio de Janeiro: Botafogo Flamengo Fluminense Vasco da Gama São Paulo: Corinthians Palmeiras São PauloLocalização das equipes participantes da Série A de 2020. \| | \| Atlético-MG Athletico-PR Atlético-GO Bahia RB Bragantino Ceará Coritiba Fortaleza Goiás Grêmio Internacional Santos Sport Rio de Janeiro São Paulo Rio de Janeiro: Botafogo Flamengo Fluminense Vasco da Gama São Paulo: Corinthians Palmeiras São PauloLocalização das equipes participantes da Série A de 2020. \| | \| Atlético-MG Athletico-PR Atlético-GO Bahia RB Bragantino Ceará Coritiba Fortaleza Goiás Grêmio Internacional Santos Sport Rio de Janeiro São Paulo Rio de Janeiro: Botafogo Flamengo Fluminense Vasco da Gama São Paulo: Corinthians Palmeiras São PauloLocalização das equipes participantes da Série A de 2020. \| | Capacidade: 40 502 |
| | \| Atlético-MG Athletico-PR Atlético-GO Bahia RB Bragantino Ceará Coritiba Fortaleza Goiás Grêmio Internacional Santos Sport Rio de Janeiro São Paulo Rio de Janeiro: Botafogo Flamengo Fluminense Vasco da Gama São Paulo: Corinthians Palmeiras São PauloLocalização das equipes participantes da Série A de 2020. \| | \| Atlético-MG Athletico-PR Atlético-GO Bahia RB Bragantino Ceará Coritiba Fortaleza Goiás Grêmio Internacional Santos Sport Rio de Janeiro São Paulo Rio de Janeiro: Botafogo Flamengo Fluminense Vasco da Gama São Paulo: Corinthians Palmeiras São PauloLocalização das equipes participantes da Série A de 2020. \| | \| Atlético-MG Athletico-PR Atlético-GO Bahia RB Bragantino Ceará Coritiba Fortaleza Goiás Grêmio Internacional Santos Sport Rio de Janeiro São Paulo Rio de Janeiro: Botafogo Flamengo Fluminense Vasco da Gama São Paulo: Corinthians Palmeiras São PauloLocalização das equipes participantes da Série A de 2020. \| | \| Atlético-MG Athletico-PR Atlético-GO Bahia RB Bragantino Ceará Coritiba Fortaleza Goiás Grêmio Internacional Santos Sport Rio de Janeiro São Paulo Rio de Janeiro: Botafogo Flamengo Fluminense Vasco da Gama São Paulo: Corinthians Palmeiras São PauloLocalização das equipes participantes da Série A de 2020. \| |                    |
| Flamengo | \| Atlético-MG Athletico-PR Atlético-GO Bahia RB Bragantino Ceará Coritiba Fortaleza Goiás Grêmio Internacional Santos Sport Rio de Janeiro São Paulo Rio de Janeiro: Botafogo Flamengo Fluminense Vasco da Gama São Paulo: Corinthians Palmeiras São PauloLocalização das equipes participantes da Série A de 2020. \| | \| Atlético-MG Athletico-PR Atlético-GO Bahia RB Bragantino Ceará Coritiba Fortaleza Goiás Grêmio Internacional Santos Sport Rio de Janeiro São Paulo Rio de Janeiro: Botafogo Flamengo Fluminense Vasco da Gama São Paulo: Corinthians Palmeiras São PauloLocalização das equipes participantes da Série A de 2020. \| | \| Atlético-MG Athletico-PR Atlético-GO Bahia RB Bragantino Ceará Coritiba Fortaleza Goiás Grêmio Internacional Santos Sport Rio de Janeiro São Paulo Rio de Janeiro: Botafogo Flamengo Fluminense Vasco da Gama São Paulo: Corinthians Palmeiras São PauloLocalização das equipes participantes da Série A de 2020. \| | \| Atlético-MG Athletico-PR Atlético-GO Bahia RB Bragantino Ceará Coritiba Fortaleza Goiás Grêmio Internacional Santos Sport Rio de Janeiro São Paulo Rio de Janeiro: Botafogo Flamengo Fluminense Vasco da Gama São Paulo: Corinthians Palmeiras São PauloLocalização das equipes participantes da Série A de 2020. \| | Fluminense         |
| Maracanã | \| Atlético-MG Athletico-PR Atlético-GO Bahia RB Bragantino Ceará Coritiba Fortaleza Goiás Grêmio Internacional Santos Sport Rio de Janeiro São Paulo Rio de Janeiro: Botafogo Flamengo Fluminense Vasco da Gama São Paulo: Corinthians Palmeiras São PauloLocalização das equipes participantes da Série A de 2020. \| | \| Atlético-MG Athletico-PR Atlético-GO Bahia RB Bragantino Ceará Coritiba Fortaleza Goiás Grêmio Internacional Santos Sport Rio de Janeiro São Paulo Rio de Janeiro: Botafogo Flamengo Fluminense Vasco da Gama São Paulo: Corinthians Palmeiras São PauloLocalização das equipes participantes da Série A de 2020. \| | \| Atlético-MG Athletico-PR Atlético-GO Bahia RB Bragantino Ceará Coritiba Fortaleza Goiás Grêmio Internacional Santos Sport Rio de Janeiro São Paulo Rio de Janeiro: Botafogo Flamengo Fluminense Vasco da Gama São Paulo: Corinthians Palmeiras São PauloLocalização das equipes participantes da Série A de 2020. \| | \| Atlético-MG Athletico-PR Atlético-GO Bahia RB Bragantino Ceará Coritiba Fortaleza Goiás Grêmio Internacional Santos Sport Rio de Janeiro São Paulo Rio de Janeiro: Botafogo Flamengo Fluminense Vasco da Gama São Paulo: Corinthians Palmeiras São PauloLocalização das equipes participantes da Série A de 2020. \| | Maracanã           |
| Capacidade: 78 838 | \| Atlético-MG Athletico-PR Atlético-GO Bahia RB Bragantino Ceará Coritiba Fortaleza Goiás Grêmio Internacional Santos Sport Rio de Janeiro São Paulo Rio de Janeiro: Botafogo Flamengo Fluminense Vasco da Gama São Paulo: Corinthians Palmeiras São PauloLocalização das equipes participantes da Série A de 2020. \| | \| Atlético-MG Athletico-PR Atlético-GO Bahia RB Bragantino Ceará Coritiba Fortaleza Goiás Grêmio Internacional Santos Sport Rio de Janeiro São Paulo Rio de Janeiro: Botafogo Flamengo Fluminense Vasco da Gama São Paulo: Corinthians Palmeiras São PauloLocalização das equipes participantes da Série A de 2020. \| | \| Atlético-MG Athletico-PR Atlético-GO Bahia RB Bragantino Ceará Coritiba Fortaleza Goiás Grêmio Internacional Santos Sport Rio de Janeiro São Paulo Rio de Janeiro: Botafogo Flamengo Fluminense Vasco da Gama São Paulo: Corinthians Palmeiras São PauloLocalização das equipes participantes da Série A de 2020. \| | \| Atlético-MG Athletico-PR Atlético-GO Bahia RB Bragantino Ceará Coritiba Fortaleza Goiás Grêmio Internacional Santos Sport Rio de Janeiro São Paulo Rio de Janeiro: Botafogo Flamengo Fluminense Vasco da Gama São Paulo: Corinthians Palmeiras São PauloLocalização das equipes participantes da Série A de 2020. \| | Capacidade: 78 838 |
| | \| Atlético-MG Athletico-PR Atlético-GO Bahia RB Bragantino Ceará Coritiba Fortaleza Goiás Grêmio Internacional Santos Sport Rio de Janeiro São Paulo Rio de Janeiro: Botafogo Flamengo Fluminense Vasco da Gama São Paulo: Corinthians Palmeiras São PauloLocalização das equipes participantes da Série A de 2020. \| | \| Atlético-MG Athletico-PR Atlético-GO Bahia RB Bragantino Ceará Coritiba Fortaleza Goiás Grêmio Internacional Santos Sport Rio de Janeiro São Paulo Rio de Janeiro: Botafogo Flamengo Fluminense Vasco da Gama São Paulo: Corinthians Palmeiras São PauloLocalização das equipes participantes da Série A de 2020. \| | \| Atlético-MG Athletico-PR Atlético-GO Bahia RB Bragantino Ceará Coritiba Fortaleza Goiás Grêmio Internacional Santos Sport Rio de Janeiro São Paulo Rio de Janeiro: Botafogo Flamengo Fluminense Vasco da Gama São Paulo: Corinthians Palmeiras São PauloLocalização das equipes participantes da Série A de 2020. \| | \| Atlético-MG Athletico-PR Atlético-GO Bahia RB Bragantino Ceará Coritiba Fortaleza Goiás Grêmio Internacional Santos Sport Rio de Janeiro São Paulo Rio de Janeiro: Botafogo Flamengo Fluminense Vasco da Gama São Paulo: Corinthians Palmeiras São PauloLocalização das equipes participantes da Série A de 2020. \| |                    |
| Fortaleza | \| Atlético-MG Athletico-PR Atlético-GO Bahia RB Bragantino Ceará Coritiba Fortaleza Goiás Grêmio Internacional Santos Sport Rio de Janeiro São Paulo Rio de Janeiro: Botafogo Flamengo Fluminense Vasco da Gama São Paulo: Corinthians Palmeiras São PauloLocalização das equipes participantes da Série A de 2020. \| | \| Atlético-MG Athletico-PR Atlético-GO Bahia RB Bragantino Ceará Coritiba Fortaleza Goiás Grêmio Internacional Santos Sport Rio de Janeiro São Paulo Rio de Janeiro: Botafogo Flamengo Fluminense Vasco da Gama São Paulo: Corinthians Palmeiras São PauloLocalização das equipes participantes da Série A de 2020. \| | \| Atlético-MG Athletico-PR Atlético-GO Bahia RB Bragantino Ceará Coritiba Fortaleza Goiás Grêmio Internacional Santos Sport Rio de Janeiro São Paulo Rio de Janeiro: Botafogo Flamengo Fluminense Vasco da Gama São Paulo: Corinthians Palmeiras São PauloLocalização das equipes participantes da Série A de 2020. \| | \| Atlético-MG Athletico-PR Atlético-GO Bahia RB Bragantino Ceará Coritiba Fortaleza Goiás Grêmio Internacional Santos Sport Rio de Janeiro São Paulo Rio de Janeiro: Botafogo Flamengo Fluminense Vasco da Gama São Paulo: Corinthians Palmeiras São PauloLocalização das equipes participantes da Série A de 2020. \| | Goiás              |
| Arena Castelão | \| Atlético-MG Athletico-PR Atlético-GO Bahia RB Bragantino Ceará Coritiba Fortaleza Goiás Grêmio Internacional Santos Sport Rio de Janeiro São Paulo Rio de Janeiro: Botafogo Flamengo Fluminense Vasco da Gama São Paulo: Corinthians Palmeiras São PauloLocalização das equipes participantes da Série A de 2020. \| | \| Atlético-MG Athletico-PR Atlético-GO Bahia RB Bragantino Ceará Coritiba Fortaleza Goiás Grêmio Internacional Santos Sport Rio de Janeiro São Paulo Rio de Janeiro: Botafogo Flamengo Fluminense Vasco da Gama São Paulo: Corinthians Palmeiras São PauloLocalização das equipes participantes da Série A de 2020. \| | \| Atlético-MG Athletico-PR Atlético-GO Bahia RB Bragantino Ceará Coritiba Fortaleza Goiás Grêmio Internacional Santos Sport Rio de Janeiro São Paulo Rio de Janeiro: Botafogo Flamengo Fluminense Vasco da Gama São Paulo: Corinthians Palmeiras São PauloLocalização das equipes participantes da Série A de 2020. \| | \| Atlético-MG Athletico-PR Atlético-GO Bahia RB Bragantino Ceará Coritiba Fortaleza Goiás Grêmio Internacional Santos Sport Rio de Janeiro São Paulo Rio de Janeiro: Botafogo Flamengo Fluminense Vasco da Gama São Paulo: Corinthians Palmeiras São PauloLocalização das equipes participantes da Série A de 2020. \| | Serrinha           |
| Capacidade: 52 552 | \| Atlético-MG Athletico-PR Atlético-GO Bahia RB Bragantino Ceará Coritiba Fortaleza Goiás Grêmio Internacional Santos Sport Rio de Janeiro São Paulo Rio de Janeiro: Botafogo Flamengo Fluminense Vasco da Gama São Paulo: Corinthians Palmeiras São PauloLocalização das equipes participantes da Série A de 2020. \| | \| Atlético-MG Athletico-PR Atlético-GO Bahia RB Bragantino Ceará Coritiba Fortaleza Goiás Grêmio Internacional Santos Sport Rio de Janeiro São Paulo Rio de Janeiro: Botafogo Flamengo Fluminense Vasco da Gama São Paulo: Corinthians Palmeiras São PauloLocalização das equipes participantes da Série A de 2020. \| | \| Atlético-MG Athletico-PR Atlético-GO Bahia RB Bragantino Ceará Coritiba Fortaleza Goiás Grêmio Internacional Santos Sport Rio de Janeiro São Paulo Rio de Janeiro: Botafogo Flamengo Fluminense Vasco da Gama São Paulo: Corinthians Palmeiras São PauloLocalização das equipes participantes da Série A de 2020. \| | \| Atlético-MG Athletico-PR Atlético-GO Bahia RB Bragantino Ceará Coritiba Fortaleza Goiás Grêmio Internacional Santos Sport Rio de Janeiro São Paulo Rio de Janeiro: Botafogo Flamengo Fluminense Vasco da Gama São Paulo: Corinthians Palmeiras São PauloLocalização das equipes participantes da Série A de 2020. \| | Capacidade: 9 900  |
| | \| Atlético-MG Athletico-PR Atlético-GO Bahia RB Bragantino Ceará Coritiba Fortaleza Goiás Grêmio Internacional Santos Sport Rio de Janeiro São Paulo Rio de Janeiro: Botafogo Flamengo Fluminense Vasco da Gama São Paulo: Corinthians Palmeiras São PauloLocalização das equipes participantes da Série A de 2020. \| | \| Atlético-MG Athletico-PR Atlético-GO Bahia RB Bragantino Ceará Coritiba Fortaleza Goiás Grêmio Internacional Santos Sport Rio de Janeiro São Paulo Rio de Janeiro: Botafogo Flamengo Fluminense Vasco da Gama São Paulo: Corinthians Palmeiras São PauloLocalização das equipes participantes da Série A de 2020. \| | \| Atlético-MG Athletico-PR Atlético-GO Bahia RB Bragantino Ceará Coritiba Fortaleza Goiás Grêmio Internacional Santos Sport Rio de Janeiro São Paulo Rio de Janeiro: Botafogo Flamengo Fluminense Vasco da Gama São Paulo: Corinthians Palmeiras São PauloLocalização das equipes participantes da Série A de 2020. \| | \| Atlético-MG Athletico-PR Atlético-GO Bahia RB Bragantino Ceará Coritiba Fortaleza Goiás Grêmio Internacional Santos Sport Rio de Janeiro São Paulo Rio de Janeiro: Botafogo Flamengo Fluminense Vasco da Gama São Paulo: Corinthians Palmeiras São PauloLocalização das equipes participantes da Série A de 2020. \| |                    |
| Grêmio | \| Atlético-MG Athletico-PR Atlético-GO Bahia RB Bragantino Ceará Coritiba Fortaleza Goiás Grêmio Internacional Santos Sport Rio de Janeiro São Paulo Rio de Janeiro: Botafogo Flamengo Fluminense Vasco da Gama São Paulo: Corinthians Palmeiras São PauloLocalização das equipes participantes da Série A de 2020. \| | \| Atlético-MG Athletico-PR Atlético-GO Bahia RB Bragantino Ceará Coritiba Fortaleza Goiás Grêmio Internacional Santos Sport Rio de Janeiro São Paulo Rio de Janeiro: Botafogo Flamengo Fluminense Vasco da Gama São Paulo: Corinthians Palmeiras São PauloLocalização das equipes participantes da Série A de 2020. \| | \| Atlético-MG Athletico-PR Atlético-GO Bahia RB Bragantino Ceará Coritiba Fortaleza Goiás Grêmio Internacional Santos Sport Rio de Janeiro São Paulo Rio de Janeiro: Botafogo Flamengo Fluminense Vasco da Gama São Paulo: Corinthians Palmeiras São PauloLocalização das equipes participantes da Série A de 2020. \| | \| Atlético-MG Athletico-PR Atlético-GO Bahia RB Bragantino Ceará Coritiba Fortaleza Goiás Grêmio Internacional Santos Sport Rio de Janeiro São Paulo Rio de Janeiro: Botafogo Flamengo Fluminense Vasco da Gama São Paulo: Corinthians Palmeiras São PauloLocalização das equipes participantes da Série A de 2020. \| | Internacional      |
| Arena do Grêmio | \| Atlético-MG Athletico-PR Atlético-GO Bahia RB Bragantino Ceará Coritiba Fortaleza Goiás Grêmio Internacional Santos Sport Rio de Janeiro São Paulo Rio de Janeiro: Botafogo Flamengo Fluminense Vasco da Gama São Paulo: Corinthians Palmeiras São PauloLocalização das equipes participantes da Série A de 2020. \| | \| Atlético-MG Athletico-PR Atlético-GO Bahia RB Bragantino Ceará Coritiba Fortaleza Goiás Grêmio Internacional Santos Sport Rio de Janeiro São Paulo Rio de Janeiro: Botafogo Flamengo Fluminense Vasco da Gama São Paulo: Corinthians Palmeiras São PauloLocalização das equipes participantes da Série A de 2020. \| | \| Atlético-MG Athletico-PR Atlético-GO Bahia RB Bragantino Ceará Coritiba Fortaleza Goiás Grêmio Internacional Santos Sport Rio de Janeiro São Paulo Rio de Janeiro: Botafogo Flamengo Fluminense Vasco da Gama São Paulo: Corinthians Palmeiras São PauloLocalização das equipes participantes da Série A de 2020. \| | \| Atlético-MG Athletico-PR Atlético-GO Bahia RB Bragantino Ceará Coritiba Fortaleza Goiás Grêmio Internacional Santos Sport Rio de Janeiro São Paulo Rio de Janeiro: Botafogo Flamengo Fluminense Vasco da Gama São Paulo: Corinthians Palmeiras São PauloLocalização das equipes participantes da Série A de 2020. \| | Beira-Rio          |
| Capacidade: 55 662 | \| Atlético-MG Athletico-PR Atlético-GO Bahia RB Bragantino Ceará Coritiba Fortaleza Goiás Grêmio Internacional Santos Sport Rio de Janeiro São Paulo Rio de Janeiro: Botafogo Flamengo Fluminense Vasco da Gama São Paulo: Corinthians Palmeiras São PauloLocalização das equipes participantes da Série A de 2020. \| | \| Atlético-MG Athletico-PR Atlético-GO Bahia RB Bragantino Ceará Coritiba Fortaleza Goiás Grêmio Internacional Santos Sport Rio de Janeiro São Paulo Rio de Janeiro: Botafogo Flamengo Fluminense Vasco da Gama São Paulo: Corinthians Palmeiras São PauloLocalização das equipes participantes da Série A de 2020. \| | \| Atlético-MG Athletico-PR Atlético-GO Bahia RB Bragantino Ceará Coritiba Fortaleza Goiás Grêmio Internacional Santos Sport Rio de Janeiro São Paulo Rio de Janeiro: Botafogo Flamengo Fluminense Vasco da Gama São Paulo: Corinthians Palmeiras São PauloLocalização das equipes participantes da Série A de 2020. \| | \| Atlético-MG Athletico-PR Atlético-GO Bahia RB Bragantino Ceará Coritiba Fortaleza Goiás Grêmio Internacional Santos Sport Rio de Janeiro São Paulo Rio de Janeiro: Botafogo Flamengo Fluminense Vasco da Gama São Paulo: Corinthians Palmeiras São PauloLocalização das equipes participantes da Série A de 2020. \| | Capacidade: 50 842 |
| | \| Atlético-MG Athletico-PR Atlético-GO Bahia RB Bragantino Ceará Coritiba Fortaleza Goiás Grêmio Internacional Santos Sport Rio de Janeiro São Paulo Rio de Janeiro: Botafogo Flamengo Fluminense Vasco da Gama São Paulo: Corinthians Palmeiras São PauloLocalização das equipes participantes da Série A de 2020. \| | \| Atlético-MG Athletico-PR Atlético-GO Bahia RB Bragantino Ceará Coritiba Fortaleza Goiás Grêmio Internacional Santos Sport Rio de Janeiro São Paulo Rio de Janeiro: Botafogo Flamengo Fluminense Vasco da Gama São Paulo: Corinthians Palmeiras São PauloLocalização das equipes participantes da Série A de 2020. \| | \| Atlético-MG Athletico-PR Atlético-GO Bahia RB Bragantino Ceará Coritiba Fortaleza Goiás Grêmio Internacional Santos Sport Rio de Janeiro São Paulo Rio de Janeiro: Botafogo Flamengo Fluminense Vasco da Gama São Paulo: Corinthians Palmeiras São PauloLocalização das equipes participantes da Série A de 2020. \| | \| Atlético-MG Athletico-PR Atlético-GO Bahia RB Bragantino Ceará Coritiba Fortaleza Goiás Grêmio Internacional Santos Sport Rio de Janeiro São Paulo Rio de Janeiro: Botafogo Flamengo Fluminense Vasco da Gama São Paulo: Corinthians Palmeiras São PauloLocalização das equipes participantes da Série A de 2020. \| |                    |
| Palmeiras | Red Bull Bragantino | Santos | São Paulo | Sport | Vasco da Gama      |
| Allianz Parque | Nabi Abi Chedid | Vila Belmiro | Morumbi | Ilha do Retiro | São Januário       |
| Capacidade: 43 713 | Capacidade: 15 010 | Capacidade: 16 068 | Capacidade: 72 039 | Capacidade: 30 000 | Capacidade: 21 680 |
| | | | | |                    |
| Atlético-MG Athletico-PR Atlético-GO Bahia RB Bragantino Ceará Coritiba Fortaleza Goiás Grêmio Internacional Santos Sport Rio de Janeiro São Paulo Rio de Janeiro: Botafogo Flamengo Fluminense Vasco da Gama São Paulo: Corinthians Palmeiras São PauloLocalização das equipes participantes da Série A de 2020. | | | | |                    |

### Outros estádios
Além dos estádios de mando usual, outros estádios foram utilizados devido a punições de perda de mando de campo impostas pelo Superior Tribunal de Justiça Desportiva ou por conta de problemas de interdição dos estádios usuais ou simplesmente por opção dos clubes em mandar seus jogos em outros locais, geralmente buscando uma melhor renda. Especificamente por conta da pandemia de COVID-19, as equipes podem mandar seus jogos em outra cidade caso não sejam asseguradas as questões sanitárias na praça em questão.

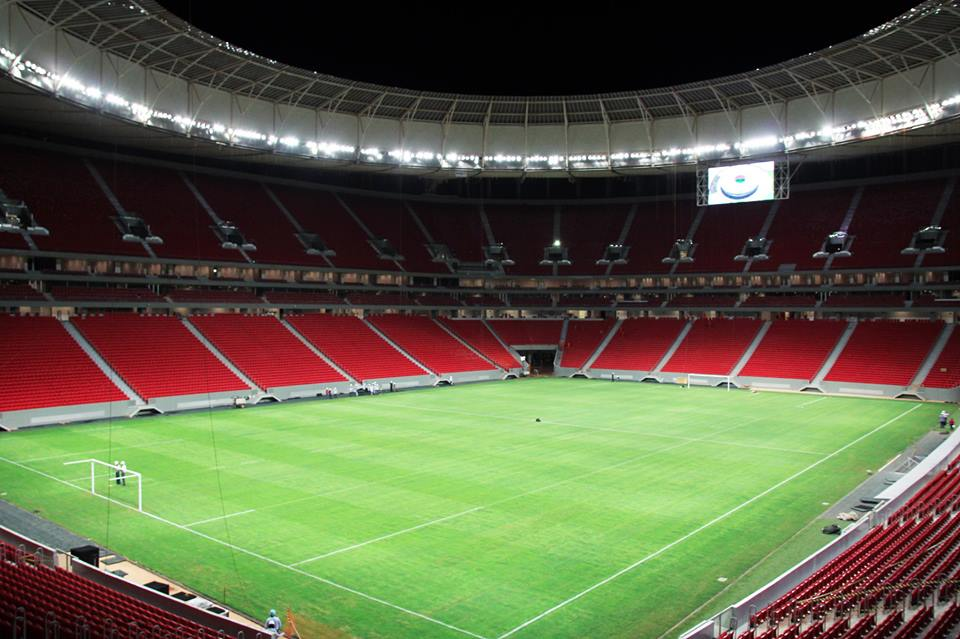
Mané Garrincha (Brasília)
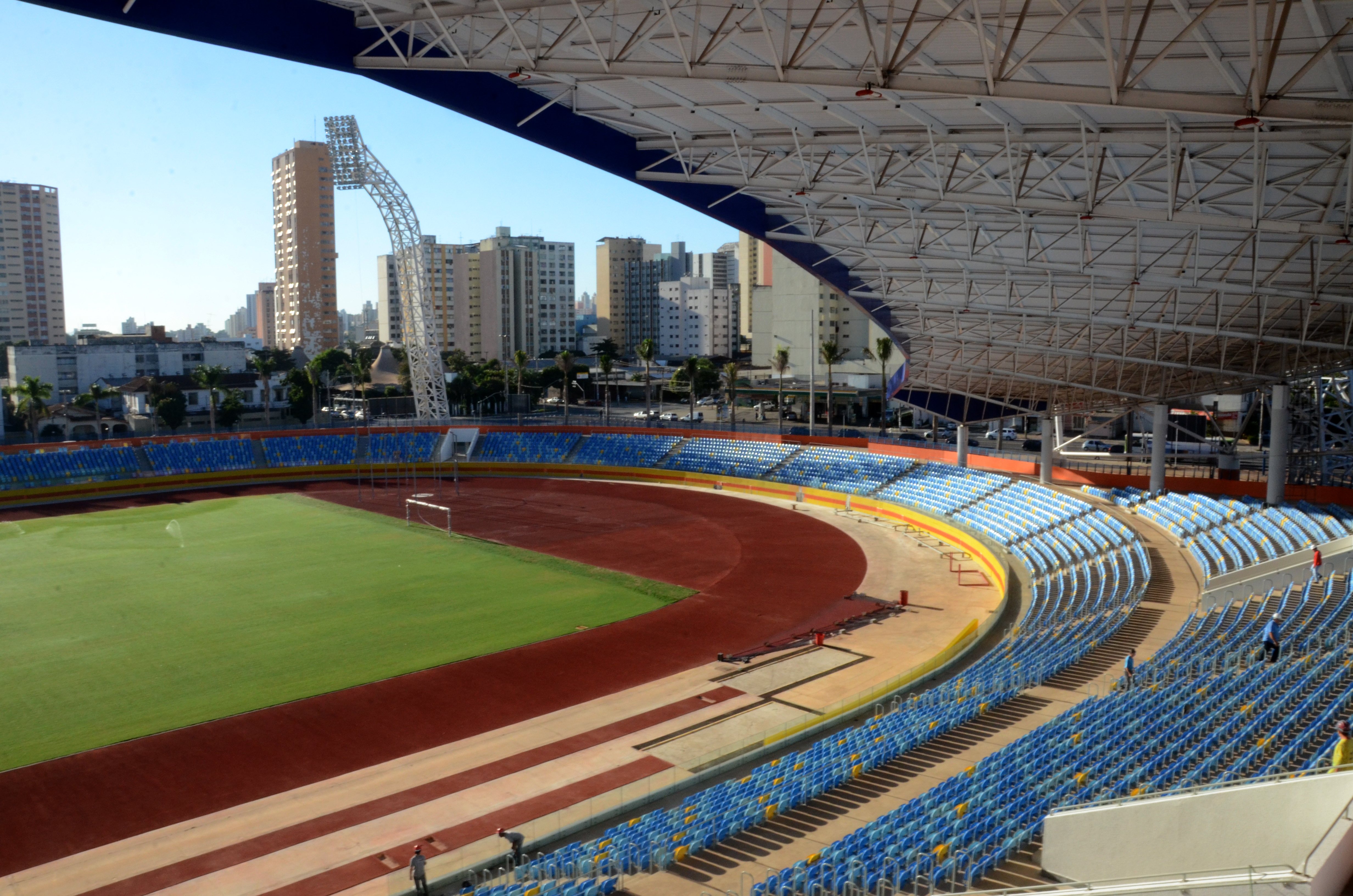
Olímpico (Goiânia)
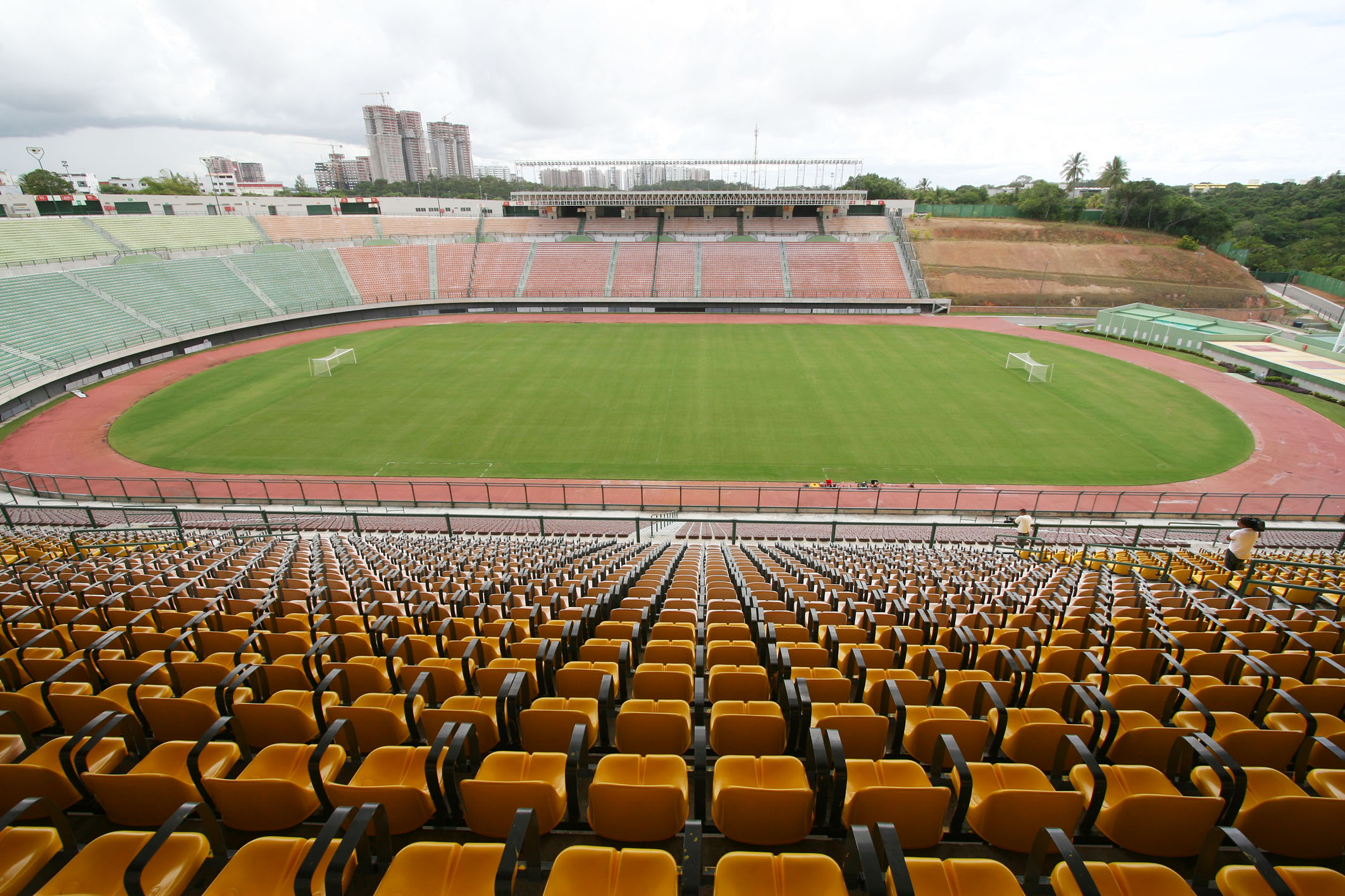
Pituaçu]] (Salvador)

## Direitos de transmissão
Como na edição de 2019, a transmissão televisiva do Campeonato Brasileiro foi feita pela Rede Globo na TV aberta, SporTV e TNT em TV fechada e Premiere pelo sistema pay-per-view. O SporTV teria direito de exibir as partidas de 12 clubes que possuem contrato e que se enfrentam entre si e o TNT de 8 clubes que possuem contrato, sob os mesmos termos legais, amparados pela Lei nº 9.615.
Contudo, em 20 de junho de 2020, foi publicada uma medida provisória que altera os direitos de transmissão, passando somente o clube mandante a detê-los. Assim, jogos que ficariam sem transmissão televisiva – como por exemplo um jogo envolvendo um time que tenha contrato com a TNT e o outro time que tenha contrato com o SporTV – passassem a ser transmitidos pelo canal no qual o clube mandante possui contrato. No entendimento da CBF, a lei vigente é a MP 984, sendo que haviam discordâncias legais entre uma das partes que possui contrato de transmissão, já que o mesmo fora assinado antes da MP. Em 15 de outubro, a MP perdeu validade.
Durante a realização do torneio, também houve discordâncias entre Globo e Turner por causa de sua exibição. A Globo processou o grupo estadunidense por já ser dona da operadora Sky (que possui participação minoritária da emissora brasileira), já que o Código Brasileiro de Telecomunicações não permite que operadoras também atuem como programadoras. Ancine e Anatel já estavam analisando seu caso desde a extinção dos canais Esporte Interativo em 2018, que adquiriu os direitos de transmissão de algumas equipes do campeonato em 2016, canais esse de propriedade da programadora. Com isso, o canal CNN Brasil, através da divisão de esportes da AT&T (dona da Turner) dos Estados Unidos, chegou a negociar as transmissões do evento.
|              | ATP        | ATG        | ATM        | BAH        | BOT        | CEA        | COR        | CTB        | FLA        | FLU        | FOR        | GOI        | GRE        | INT        | PAL        | RBB        | SAN        | SPA        | SPT        | VAS        |
| ------------ | ---------- | ---------- | ---------- | ---------- | ---------- | ---------- | ---------- | ---------- | ---------- | ---------- | ---------- | ---------- | ---------- | ---------- | ---------- | ---------- | ---------- | ---------- | ---------- | ---------- |
| TV aberta    | Rede Globo | Rede Globo | Rede Globo | Rede Globo | Rede Globo | Rede Globo | Rede Globo | Rede Globo | Rede Globo | Rede Globo | Rede Globo | Rede Globo | Rede Globo | Rede Globo | Rede Globo | Rede Globo | Rede Globo | Rede Globo | Rede Globo | Rede Globo |
| TV fechada   | TNT        | SporTV     | SporTV     | TNT        | SporTV     | TNT        | SporTV     | TNT        | SporTV     | SporTV     | TNT        | SporTV     | SporTV     | TNT        | TNT        | SporTV     | TNT        | SporTV     | SporTV     | SporTV     |
| Pay-per-view | [ nota 4 ] | Premiere   | Premiere   | Premiere   | Premiere   | Premiere   | Premiere   | Premiere   | Premiere   | Premiere   | Premiere   | Premiere   | Premiere   | Premiere   | Premiere   | Premiere   | Premiere   | Premiere   | Premiere   | Premiere   |

## Classificação
| Pos | Equipe               | Pts | J  | V  | E  | D  | GP | GC | SG  | Classificação ou descenso                    |
| --- | -------------------- | --- | -- | -- | -- | -- | -- | -- | --- | -------------------------------------------- |
| 1   | Flamengo (C)         | 71  | 38 | 21 | 8  | 9  | 68 | 48 | +20 | Fase de grupos da Copa Libertadores de 2021  |
| 2   | Internacional        | 70  | 38 | 20 | 10 | 8  | 61 | 35 | +26 | Fase de grupos da Copa Libertadores de 2021  |
| 3   | Atlético Mineiro     | 68  | 38 | 20 | 8  | 10 | 64 | 45 | +19 | Fase de grupos da Copa Libertadores de 2021  |
| 4   | São Paulo            | 66  | 38 | 18 | 12 | 8  | 59 | 41 | +18 | Fase de grupos da Copa Libertadores de 2021  |
| 5   | Fluminense           | 64  | 38 | 18 | 10 | 10 | 55 | 42 | +13 | Fase de grupos da Copa Libertadores de 2021  |
| 6   | Grêmio               | 59  | 38 | 14 | 17 | 7  | 53 | 40 | +13 | Segunda fase da Copa Libertadores de 2021    |
| 7   | Palmeiras            | 58  | 38 | 15 | 13 | 10 | 51 | 37 | +14 | Fase de grupos da Copa Libertadores de 2021  |
| 8   | Santos               | 54  | 38 | 14 | 12 | 12 | 52 | 51 | +1  | Segunda fase da Copa Libertadores de 2021    |
| 9   | Athletico Paranaense | 53  | 38 | 15 | 8  | 15 | 38 | 36 | +2  | Fase de grupos da Copa Sul-Americana de 2021 |
| 10  | Red Bull Bragantino  | 53  | 38 | 13 | 14 | 11 | 50 | 40 | +10 | Fase de grupos da Copa Sul-Americana de 2021 |
| 11  | Ceará                | 52  | 38 | 14 | 10 | 14 | 54 | 51 | +3  | Fase de grupos da Copa Sul-Americana de 2021 |
| 12  | Corinthians          | 51  | 38 | 13 | 12 | 13 | 45 | 45 | 0   | Fase de grupos da Copa Sul-Americana de 2021 |
| 13  | Atlético Goianiense  | 50  | 38 | 12 | 14 | 12 | 40 | 45 | −5  | Fase de grupos da Copa Sul-Americana de 2021 |
| 14  | Bahia                | 44  | 38 | 12 | 8  | 18 | 48 | 59 | −11 | Fase de grupos da Copa Sul-Americana de 2021 |
| 15  | Sport                | 42  | 38 | 12 | 6  | 20 | 31 | 50 | −19 |                                              |
| 16  | Fortaleza            | 41  | 38 | 10 | 11 | 17 | 34 | 44 | −10 |                                              |
| 17  | Vasco da Gama        | 41  | 38 | 10 | 11 | 17 | 37 | 56 | −19 | Rebaixados à Série B de 2021                 |
| 18  | Goiás                | 37  | 38 | 9  | 10 | 19 | 41 | 63 | −22 | Rebaixados à Série B de 2021                 |
| 19  | Coritiba             | 31  | 38 | 7  | 10 | 21 | 31 | 54 | −23 | Rebaixados à Série B de 2021                 |
| 20  | Botafogo             | 27  | 38 | 5  | 12 | 21 | 32 | 62 | −30 | Rebaixados à Série B de 2021                 |

1. 1 2  O Palmeiras se classificou para a fase de grupos da Copa Libertadores de 2021 por ser campeão da Copa Libertadores de 2020. Como também foi o vencedor da Copa do Brasil de 2020, abriu-se mais uma vaga para a fase de grupos via Campeonato Brasileiro.[49]

## Confrontos
| Mandante \ Visitante | ATP | ATG | ATM | BAH | BOT | CEA | COR | CTB | FLA | FLU | FOR | GOI | GRE | INT | PAL | RBB | SAN | SPA | SPT | VAS |
| -------------------- | --- | --- | --- | --- | --- | --- | --- | --- | --- | --- | --- | --- | --- | --- | --- | --- | --- | --- | --- | --- |
| Athletico Paranaense | —   | 2–1 | 0–1 | 1–0 | 1–1 | 0–0 | 0–1 | 1–0 | 2–1 | 0–1 | 2–1 | 2–1 | 1–2 | 0–0 | 0–1 | 1–1 | 1–0 | 1–1 | 2–0 | 3–0 |
| Atlético Goianiense  | 1–1 | —   | 3–4 | 1–1 | 1–1 | 0–2 | 1–1 | 3–1 | 3–0 | 2–1 | 2–0 | 0–1 | 1–1 | 0–0 | 0–3 | 2–1 | 1–1 | 2–1 | 1–1 | 0–0 |
| Atlético Mineiro     | 0–2 | 3–1 | —   | 1–1 | 2–1 | 2–0 | 3–2 | 2–0 | 4–0 | 1–1 | 2–0 | 3–0 | 3–1 | 2–2 | 2–0 | 2–1 | 2–0 | 3–0 | 0–0 | 4–1 |
| Bahia                | 1–0 | 0–1 | 3–1 | —   | 1–0 | 0–2 | 2–1 | 1–0 | 3–5 | 0–1 | 2–1 | 3–3 | 0–2 | 1–2 | 1–1 | 2–1 | 2–0 | 1–3 | 1–2 | 3–0 |
| Botafogo             | 0–2 | 1–3 | 2–1 | 1–2 | —   | 2–2 | 0–2 | 0–0 | 0–1 | 1–1 | 1–2 | 0–0 | 2–5 | 0–2 | 2–1 | 1–2 | 0–0 | 1–0 | 0–1 | 2–3 |
| Ceará                | 0–2 | 1–2 | 2–2 | 2–0 | 2–1 | —   | 2–1 | 2–1 | 2–0 | 1–3 | 1–0 | 2–2 | 1–1 | 0–2 | 2–1 | 1–2 | 0–1 | 1–1 | 0–0 | 0–3 |
| Corinthians          | 3–3 | 0–0 | 1–2 | 3–2 | 2–2 | 2–1 | —   | 3–1 | 1–5 | 5–0 | 1–1 | 2–1 | 0–0 | 1–0 | 0–2 | 0–2 | 1–1 | 1–0 | 3–0 | 0–0 |
| Coritiba             | 0–0 | 1–0 | 0–1 | 1–2 | 1–2 | 0–2 | 0–1 | —   | 0–1 | 3–3 | 0–0 | 1–2 | 1–1 | 0–1 | 1–0 | 0–0 | 1–2 | 1–1 | 1–0 | 1–0 |
| Flamengo             | 3–1 | 1–1 | 0–1 | 4–3 | 1–1 | 0–2 | 2–1 | 3–1 | —   | 1–2 | 2–1 | 2–1 | 1–1 | 2–1 | 2–0 | 1–1 | 4–1 | 1–4 | 3–0 | 2–0 |
| Fluminense           | 3–1 | 1–1 | 0–0 | 1–0 | 2–0 | 2–2 | 2–1 | 4–0 | 1–2 | —   | 2–0 | 3–0 | 0–1 | 2–1 | 1–1 | 0–0 | 3–1 | 1–2 | 1–0 | 2–1 |
| Fortaleza            | 0–2 | 0–0 | 2–1 | 0–4 | 0–0 | 0–2 | 0–0 | 3–1 | 0–0 | 0–1 | —   | 1–1 | 0–0 | 1–0 | 2–0 | 3–0 | 2–0 | 2–3 | 1–0 | 3–0 |
| Goiás                | 0–1 | 2–0 | 1–0 | 1–1 | 2–0 | 0–4 | 1–2 | 3–3 | 0–3 | 2–4 | 1–3 | —   | 0–0 | 1–0 | 1–0 | 0–0 | 2–3 | 0–3 | 1–0 | 1–1 |
| Grêmio               | 1–0 | 2–1 | 1–1 | 2–1 | 3–1 | 4–2 | 0–0 | 2–1 | 2–4 | 1–0 | 1–1 | 2–1 | —   | 1–1 | 1–1 | 2–1 | 3–3 | 1–2 | 1–2 | 4–0 |
| Internacional        | 2–1 | 3–0 | 1–0 | 2–2 | 2–1 | 2–0 | 0–0 | 2–2 | 2–2 | 1–2 | 4–2 | 1–0 | 2–1 | —   | 2–0 | 2–1 | 2–0 | 1–1 | 1–2 | 2–0 |
| Palmeiras            | 3–0 | 1–1 | 3–0 | 3–0 | 1–1 | 2–1 | 4–0 | 1–3 | 1–1 | 2–0 | 3–0 | 1–1 | 1–1 | 1–1 | —   | 1–0 | 2–1 | 0–2 | 2–2 | 1–1 |
| Red Bull Bragantino  | 0–1 | 2–0 | 2–2 | 4–0 | 1–1 | 4–2 | 0–0 | 1–2 | 1–1 | 2–1 | 2–1 | 2–0 | 1–0 | 0–2 | 1–2 | —   | 1–1 | 4–2 | 2–0 | 4–1 |
| Santos               | 3–1 | 0–1 | 3–1 | 3–1 | 2–1 | 1–1 | 1–0 | 2–0 | 0–1 | 1–1 | 1–1 | 3–4 | 2–1 | 2–0 | 2–2 | 1–1 | —   | 2–2 | 4–2 | 2–2 |
| São Paulo            | 1–0 | 3–0 | 3–0 | 1–1 | 4–0 | 1–1 | 2–1 | 1–1 | 2–1 | 3–1 | 1–0 | 2–1 | 0–0 | 1–5 | 1–1 | 1–1 | 0–1 | —   | 1–0 | 1–1 |
| Sport                | 1–0 | 0–1 | 2–3 | 2–0 | 1–2 | 3–2 | 1–0 | 1–0 | 0–3 | 1–0 | 1–0 | 2–1 | 1–1 | 3–5 | 0–1 | 0–0 | 0–1 | 0–1 | —   | 0–2 |
| Vasco da Gama        | 1–0 | 1–2 | 3–2 | 0–0 | 3–0 | 1–4 | 1–2 | 0–1 | 1–2 | 1–1 | 0–0 | 3–2 | 0–0 | 0–2 | 0–1 | 1–1 | 1–0 | 2–1 | 2–0 | —   |

## Desempenho por rodada
Clubes que lideraram o campeonato ao final de cada rodada:
| Rodadas | Rodadas | Rodadas | Rodadas | Rodadas | Rodadas | Rodadas | Rodadas | Rodadas | Rodadas | Rodadas | Rodadas | Rodadas | Rodadas | Rodadas | Rodadas | Rodadas | Rodadas | Rodadas | Rodadas | Rodadas | Rodadas | Rodadas | Rodadas | Rodadas | Rodadas | Rodadas | Rodadas | Rodadas | Rodadas | Rodadas | Rodadas | Rodadas | Rodadas | Rodadas | Rodadas | Rodadas | Rodadas |
| ------- | ------- | ------- | ------- | ------- | ------- | ------- | ------- | ------- | ------- | ------- | ------- | ------- | ------- | ------- | ------- | ------- | ------- | ------- | ------- | ------- | ------- | ------- | ------- | ------- | ------- | ------- | ------- | ------- | ------- | ------- | ------- | ------- | ------- | ------- | ------- | ------- | ------- |
| 1       | 2       | 3       | 4       | 5       | 6       | 7       | 8       | 9       | 10      | 11      | 12      | 13      | 14      | 15      | 16      | 17      | 18      | 19      | 20      | 21      | 22      | 23      | 24      | 25      | 26      | 27      | 28      | 29      | 30      | 31      | 32      | 33      | 34      | 35      | 36      | 37      | 38      |
| ATP     | ATP     | ATM     | VAS     | INT     | INT     | INT     | INT     | INT     | INT     | ATM     | ATM     | ATM     | ATM     | ATM     | ATM     | INT     | INT     | INT     | INT     | ATM     | ATM     | SPA     | SPA     | SPA     | SPA     | SPA     | SPA     | SPA     | SPA     | INT     | INT     | INT     | INT     | INT     | INT     | FLA     | FLA     |

Clubes que ficaram na última posição do campeonato ao final de cada rodada:
| Rodadas | Rodadas | Rodadas | Rodadas | Rodadas | Rodadas | Rodadas | Rodadas | Rodadas | Rodadas | Rodadas | Rodadas | Rodadas | Rodadas | Rodadas | Rodadas | Rodadas | Rodadas | Rodadas | Rodadas | Rodadas | Rodadas | Rodadas | Rodadas | Rodadas | Rodadas | Rodadas | Rodadas | Rodadas | Rodadas | Rodadas | Rodadas | Rodadas | Rodadas | Rodadas | Rodadas | Rodadas | Rodadas |
| ------- | ------- | ------- | ------- | ------- | ------- | ------- | ------- | ------- | ------- | ------- | ------- | ------- | ------- | ------- | ------- | ------- | ------- | ------- | ------- | ------- | ------- | ------- | ------- | ------- | ------- | ------- | ------- | ------- | ------- | ------- | ------- | ------- | ------- | ------- | ------- | ------- | ------- |
| 1       | 2       | 3       | 4       | 5       | 6       | 7       | 8       | 9       | 10      | 11      | 12      | 13      | 14      | 15      | 16      | 17      | 18      | 19      | 20      | 21      | 22      | 23      | 24      | 25      | 26      | 27      | 28      | 29      | 30      | 31      | 32      | 33      | 34      | 35      | 36      | 37      | 38      |
| FOR     | FLA     | CTB     | CTB     | CTB     | ATG     | GOI     | GOI     | GOI     | RBB     | GOI     | GOI     | GOI     | GOI     | GOI     | GOI     | GOI     | GOI     | GOI     | GOI     | GOI     | GOI     | GOI     | GOI     | BOT     | GOI     | CTB     | CTB     | CTB     | BOT     | BOT     | BOT     | BOT     | BOT     | BOT     | BOT     | BOT     | BOT     |

## Estatísticas
| Gols | Jogador         | Equipe              |
| ---- | --------------- | ------------------- |
| 18   | Claudinho       | Red Bull Bragantino |
| 18   | Luciano         | São Paulo           |
| 17   | Marinho         | Santos              |
| 17   | Thiago Galhardo | Internacional       |
| 14   | Gabriel         | Flamengo            |
| 14   | Germán Cano     | Vasco da Gama       |
| 13   | Diego Souza     | Grêmio              |
| 13   | Pedro           | Flamengo            |
| 13   | Vinícius        | Ceará               |

| Total[carece de fontes?] | Jogador                | Equipe              |
| ------------------------ | ---------------------- | ------------------- |
| 9                        | Giorgian De Arrascaeta | Flamengo            |
| 9                        | Keno                   | Atlético Mineiro    |
| 9                        | Vinícius               | Ceará               |
| 7                        | Bruno Henrique         | Flamengo            |
| 7                        | Egídio                 | Fluminense          |
| 7                        | Marinho                | Santos              |
| 7                        | Ytalo                  | Red Bull Bragantino |

### Hat-tricks
| Jogador      | Clube            | Adversário          | Placar  | Data            | Ref.   |
| ------------ | ---------------- | ------------------- | ------- | --------------- | ------ |
| Keno         | Atlético Mineiro | Atlético Goianiense | 4–3 (F) | 19 de setembro  | [ 51 ] |
| Keno         | Atlético Mineiro | Grêmio              | 3–1 (C) | 26 de setembro  | [ 52 ] |
| Yuri Alberto | Internacional    | São Paulo           | 5–1 (F) | 20 de janeiro   | [ 53 ] |
| Rodriguinho  | Bahia            | Fortaleza           | 4–0 (F) | 20 de fevereiro | [ 54 ] |

## Mudanças de técnicos
| Clube                | Antecessor           | Motivo                        | Data            | Última partida                              | Rod | Pos | Sucessor                     | Ref.                 |
| -------------------- | -------------------- | ----------------------------- | --------------- | ------------------------------------------- | --- | --- | ---------------------------- | -------------------- |
| Coritiba             | Eduardo Barroca      | Demitido                      | 20 de agosto    | Corinthians 3–1 Coritiba                    | 4ª  | 20º | Jorginho                     | [ 56 ] [ 57 ]        |
| Goiás                | Ney Franco           | Demitido                      | 20 de agosto    | Goiás 1–3 Fortaleza                         | 4ª  | 19º | Thiago Larghi                | [ 59 ] [ 60 ]        |
| Sport                | Daniel Paulista      | Demitido                      | 24 de agosto    | Sport 0–1 São Paulo                         | 5ª  | 18º | Jair Ventura                 | [ 61 ] [ 62 ]        |
| Athletico Paranaense | Dorival Júnior       | Demitido                      | 28 de agosto    | São Paulo 1–0 Athletico Paranaense          | 5ª  | 10º | Paulo Autuori                | [ 65 ] [ 66 ]        |
| Red Bull Bragantino  | Felipe Conceição     | Demitido                      | 31 de agosto    | Fortaleza 3–0 Red Bull Bragantino           | 6ª  | 17º | Maurício Barbieri            | [ 67 ] [ 68 ]        |
| Bahia                | Roger Machado        | Demitido                      | 2 de setembro   | Bahia 3–5 Flamengo                          | 7ª  | 12º | Mano Menezes                 | [ 71 ] [ 72 ]        |
| Corinthians          | Tiago Nunes          | Demitido                      | 11 de setembro  | Corinthians 0–2 Palmeiras                   | 9ª  | 13º | Vágner Mancini               | [ 74 ] [ 75 ]        |
| Goiás                | Thiago Larghi        | Demitido                      | 28 de setembro  | Ceará 2–2 Goiás                             | 12ª | 19º | Enderson Moreira             | [ 76 ] [ 77 ]        |
| Botafogo             | Paulo Autuori        | Demitido                      | 1 de outubro    | Botafogo 1–2 Bahia                          | 12ª | 19º | Bruno Lazaroni               | [ 78 ]               |
| Vasco da Gama        | Ramon Menezes        | Demitido                      | 8 de outubro    | Bahia 3–0 Vasco da Gama                     | 14ª | 10º | Ricardo Sá Pinto             | [ 81 ] [ 82 ]        |
| Atlético Goianiense  | Vágner Mancini       | Contratado pelo Corinthians   | 11 de outubro   | Atlético Goianiense 2–1 Red Bull Bragantino | 15ª | 12º | Marcelo Cabo                 | [ 75 ] [ 84 ]        |
| Palmeiras            | Vanderlei Luxemburgo | Demitido                      | 14 de outubro   | Palmeiras 1–3 Coritiba                      | 16ª | 7º  | Abel Ferreira                | [ 88 ] [ 89 ]        |
| Coritiba             | Jorginho             | Demitido                      | 25 de outubro   | Ceará 2–1 Coritiba                          | 18ª | 19º | Rodrigo Santana              | [ 91 ] [ 92 ]        |
| Botafogo             | Bruno Lazaroni       | Demitido                      | 28 de outubro   | Botafogo 0–1 Cuiabá                         | 18ª | 16º | Ramón Díaz                   | [ 95 ] [ 96 ] [ 97 ] |
| Flamengo             | Domènec Torrent      | Demitido                      | 9 de novembro   | Atlético Mineiro 4–0 Flamengo               | 20ª | 3º  | Rogério Ceni                 | [ 98 ] [ 99 ]        |
| Internacional        | Eduardo Coudet       | Contratado pelo Celta de Vigo | 9 de novembro   | Internacional 2–2 Coritiba                  | 20ª | 1º  | Abel Braga                   | [ 100 ] [ 101 ]      |
| Fortaleza            | Rogério Ceni         | Contratado pelo Flamengo      | 9 de novembro   | Athletico Paranaense 2–1 Fortaleza          | 20ª | 11º | Marcelo Chamusca             | [ 99 ] [ 103 ]       |
| Goiás                | Enderson Moreira     | Demitido                      | 17 de novembro  | Goiás 0–1 Athletico Paranaense              | 21ª | 20º | Augusto César                | [ 104 ]              |
| Botafogo             | Ramón Díaz           | Demitido                      | 27 de novembro  | Atlético Mineiro 2–1 Botafogo               | 23ª | 19º | Eduardo Barroca              | [ 105 ]              |
| Fluminense           | Odair Hellmann       | Contratado pelo Al-Wasl       | 7 de dezembro   | Fluminense 3–1 Athletico Paranaense         | 24ª | 5º  | Marcão                       | [ 106 ]              |
| Coritiba             | Rodrigo Santana      | Demitido                      | 13 de dezembro  | Sport 1–0 Coritiba                          | 25ª | 18º | Gustavo Morínigo             | [ 107 ] [ 108 ]      |
| Bahia                | Mano Menezes         | Demitido                      | 20 de dezembro  | Flamengo 4–3 Bahia                          | 26ª | 16º | Dado Cavalcanti              | [ 109 ] [ 110 ]      |
| Vasco da Gama        | Ricardo Sá Pinto     | Demitido                      | 29 de dezembro  | Athletico Paranaense 3–0 Vasco da Gama      | 27ª | 17º | Vanderlei Luxemburgo         | [ 111 ] [ 112 ]      |
| Fortaleza            | Marcelo Chamusca     | Demitido                      | 7 de janeiro    | Sport 1–0 Fortaleza                         | 28ª | 15º | Enderson Moreira             | [ 113 ] [ 114 ]      |
| São Paulo            | Fernando Diniz       | Demitido                      | 1 de fevereiro  | Atlético Goianiense 2–1 São Paulo           | 33ª | 4º  | Marcos Vizolli (interino)    | [ 115 ]              |
| Botafogo             | Eduardo Barroca      | Demitido                      | 6 de fevereiro  | Botafogo 0–1 Sport                          | 34ª | 20º | Lúcio Flávio (interino)      | [ 116 ]              |
| Santos               | Cuca                 | Resignado                     | 21 de fevereiro | Santos 1–1 Fluminense                       | 37ª | 8º  | Marcelo Fernandes (interino) | [ 117 ]              |

## Premiação
| Campeonato Brasileiro 2020 Série A |
| Rio de Janeiro                     |
| ---------------------------------- |
| FLAMENGO Bicampeão (7.º título)    |

| Pos.            | Jogador         | Clube               |
| --------------- | --------------- | ------------------- |
| G               | Weverton        | Palmeiras           |
| LD              | Fagner          | Corinthians         |
| Z               | Gustavo Gómez   | Palmeiras           |
| Z               | Víctor Cuesta   | Internacional       |
| LE              | Guilherme Arana | Atlético Mineiro    |
| V               | Edenílson       | Internacional       |
| V               | Gerson          | Flamengo            |
| M               | Claudinho       | Red Bull Bragantino |
| M               | Vinícius        | Ceará               |
| A               | Gabriel         | Flamengo            |
| A               | Marinho         | Santos              |
| T               | Abel Braga      | Internacional       |
| Artilheiro      | Luciano         | São Paulo           |
| Craque          | Claudinho       | Red Bull Bragantino |
| Gol mais bonito | Éverton Ribeiro | Flamengo            |
| Revelação       | Claudinho       | Red Bull Bragantino |

| Pos.            | Jogador                | Clube                         |
| --------------- | ---------------------- | ----------------------------- |
| G               | Weverton               | Palmeiras                     |
| LD              | Mauricio Isla          | Flamengo                      |
| Z               | Gustavo Gómez          | Palmeiras                     |
| Z               | Junior Alonso          | Atlético Mineiro              |
| LE              | Guilherme Arana        | Atlético Mineiro              |
| V               | Edenílson              | Internacional                 |
| V               | Gerson                 | Flamengo                      |
| M               | Claudinho              | Red Bull Bragantino           |
| M               | Giorgian De Arrascaeta | Flamengo                      |
| A               | Marinho                | Santos                        |
| A               | Luciano                | São Paulo                     |
| T               | Rogério Ceni           | Flamengo                      |
| Artilheiro      | Claudinho Luciano      | Red Bull Bragantino São Paulo |
| Bola de Ouro    | Claudinho              | Red Bull Bragantino           |
| Gol mais bonito | Martín Benítez         | Vasco da Gama                 |
| Revelação       | Claudinho              | Red Bull Bragantino           |

### Jogador do mês
| Mês       | Jogador         | Pos. | Clube               | Estatísticas | Estatísticas | Estatísticas | Ref.    |
| Mês       | Jogador         | Pos. | Clube               | J            | G            | A            | Ref.    |
| --------- | --------------- | ---- | ------------------- | ------------ | ------------ | ------------ | ------- |
| Agosto    | Thiago Galhardo | M    | Internacional       | 6            | 4            | 2            | [ 120 ] |
| Setembro  | Marinho         | A    | Santos              | 6            | 4            | 2            | [ 121 ] |
| Outubro   | Pedro           | A    | Flamengo            | 7            | 6            | 0            | [ 122 ] |
| Novembro  | Luciano         | A    | São Paulo           | 6            | 6            | 0            | [ 123 ] |
| Dezembro  | Brenner         | A    | São Paulo           | 6            | 5            | 1            | [ 124 ] |
| Janeiro   | Claudinho       | A    | Red Bull Bragantino | 6            | 6            | 4            | [ 125 ] |
| Fevereiro | Gabriel         | A    | Flamengo            | 6            | 5            | 0            | [ 126 ] |